# Dạy nghề

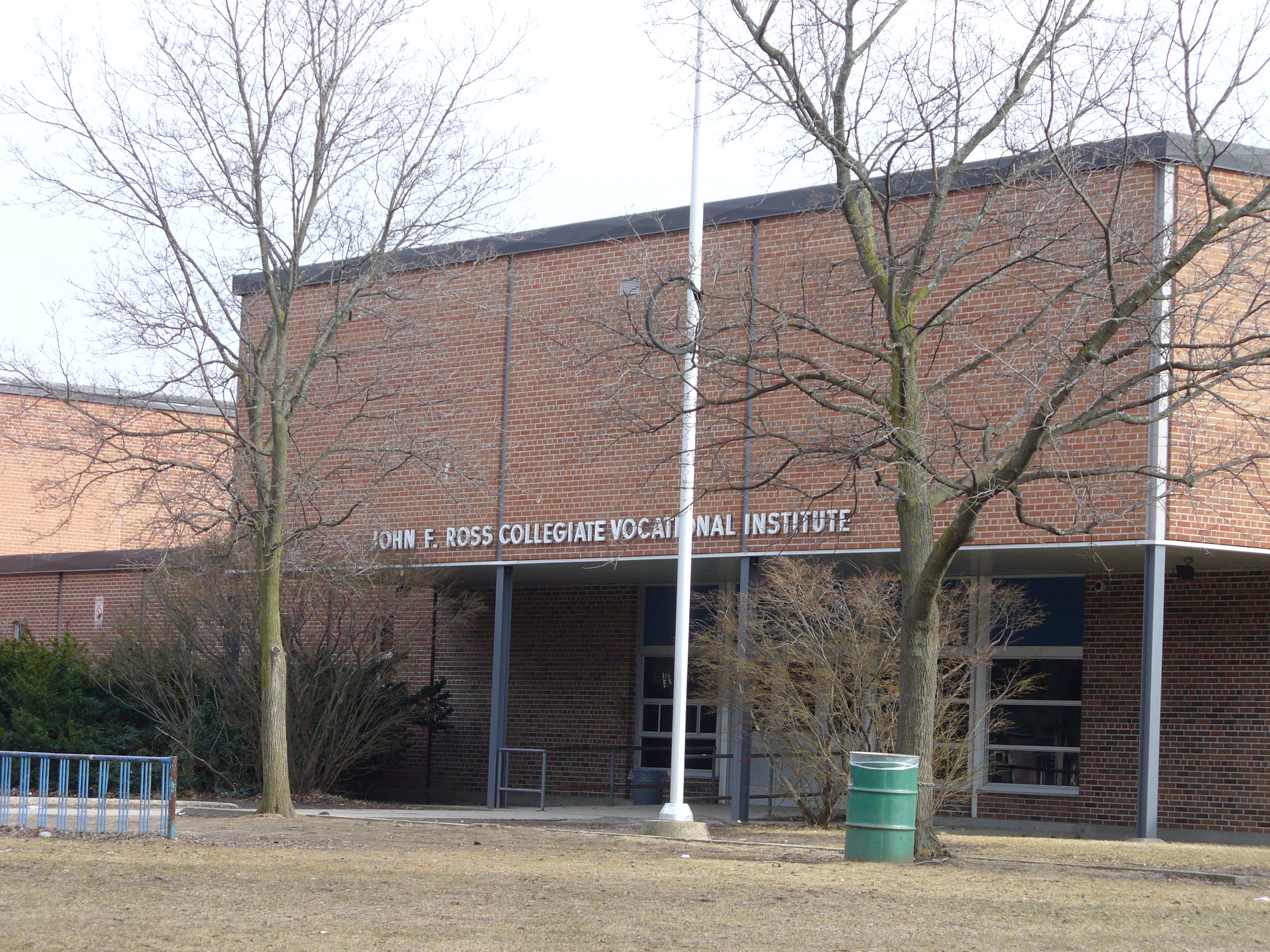
Học viện dạy nghề John F. Ross Collegiate là một tổ chức học nghề ở Guelph, Ontario, Canada, được coi là một trong những trường đầu tiên ở nước này.

Giáo dục nghề nghiệp hay dạy nghề là giáo dục chuẩn bị cho mọi người làm việc như một kỹ thuật viên hoặc trong các công việc khác nhau như một thương nhân hoặc một nghệ nhân. Giáo dục nghề nghiệp đôi khi được gọi là giáo dục nghề nghiệp và kỹ thuật. Trường dạy nghề là một loại hình tổ chức giáo dục được thiết kế đặc biệt để đào tạo nghề.
Giáo dục nghề nghiệp có thể diễn ra ở cấp sau trung học, giáo dục nâng cao hoặc trình độ học vấn cao hơn và có thể tương tác với hệ thống học nghề. Ở cấp độ sau trung học, giáo dục nghề nghiệp thường được cung cấp bởi các trường thương mại chuyên ngành cao, trường kỹ thuật, cao đẳng cộng đồng, cao đẳng giáo dục đại học (Anh), đại học, cũng như các viện công nghệ (trước đây gọi là học viện bách khoa).
Trong lịch sử, hầu hết tất cả các hoạt động giáo dục nghề nghiệp đều diễn ra trong lớp học hoặc ngay tại nơi hỗ trợ việc làm, với các sinh viên học các kỹ năng thương mại và lý thuyết thương mại từ các giảng viên được công nhận hoặc các chuyên gia thành lập. Tuy nhiên, trong những năm gần đây, giáo dục nghề nghiệp trực tuyến đã trở nên phổ biến, giúp việc học các kỹ năng thương mại và kỹ năng mềm khác nhau từ các chuyên gia thành lập trở nên dễ dàng hơn bao giờ hết đối với sinh viên, ngay cả những người có thể sống xa trường dạy nghề truyền thống.
Báo cáo phát triển thế giới năm 2019 của Ngân hàng Thế giới về tương lai của công việc  cho thấy rằng sự linh hoạt giữa giáo dục phổ thông và dạy nghề đặc biệt là giáo dục đại học là bắt buộc để người lao động cạnh tranh trong việc thay đổi thị trường lao động trong đó công nghệ đóng vai trò ngày càng quan trọng.
Xu hướng đã xuất hiện trong việc thực hiện TVET và phát triển kỹ năng trên toàn thế giới. Từ cuối những năm 1980 trở đi, một số chính phủ bắt đầu nhấn mạnh về vai trò của giáo dục trong việc chuẩn bị người học một cách hiệu quả cho thế giới công việc. Trường phái tư tưởng này, được gọi là "nghề mới", đặt nhu cầu kỹ năng của ngành công nghiệp vào trung tâm của các cuộc thảo luận về mục đích giáo dục công cộng. TVET và phát triển kỹ năng được xem là một thành phần quan trọng trong việc thúc đẩy tăng trưởng kinh tế nói chung và giải quyết tình trạng thất nghiệp của thanh niên nói riêng.
Các hệ thống giáo dục phổ thông đã không hiệu quả trong việc phát triển các kỹ năng mà nhiều người trẻ cần để đảm bảo việc làm trong ngành công nghiệp. Cuối những năm 1980 và đầu những năm 1990 chứng kiến sự ra đời và mở rộng các chương trình và khóa học dạy nghề mới, thường được phát triển cùng với ngành công nghiệp, và sự gia tăng của nhiều lộ trình học tập dựa trên công việc dành cho giới trẻ.